# Бородачов Антон Вікторович
Антон Вікторович Бородачов (нар. 23 березня 2000 року, Самара, Росія) — російський фехтувальник на рапірах. Срібний призер Олімпійських ігор 2020 року з командної рапіри, чемпіон Росії (2019), багаторазовий чемпіон першостей світу та Європи, член збірної Росії з фехтування. Майстер спорту Росії міжнародного класу.

## Біографія
Кирило Бородачов народився 23 березня 2000 року в Самарі. Антон — молодший брат-близнюк Кирила Бородачова, з'явившись на світ на 15 хвилин пізніше . Брати Бородачови почали займатися фехтуванням у семирічному віці. Перший тренер — Еліна Орлова .
Виступаючи на юніорських змаганнях, Антон поступався своєму братові з особистих досягнень. Проте, він домігся високих результатів на міжнародному рівні: на рахунку молодшого Бородачова золоті медалі першості світу та Європи серед юніорів в командній першості (2018, 2019).
Доросла кар'єра Антона почалася яскраво: в 2019 році 19-річний рапірист з Самари вперше виграв особистий чемпіонат Росії, в фіналі здобувши перемогу над олімпійським чемпіоном Тимуром Сафіним. Завдяки успішним виступам на всеукраїнських змаганнях Бородачов увійшов до складу збірної Росії на Олімпійських ігор в Токіо.
В особистому турнірі Антон завершив виступи на стадії 1/16 фіналу, поступившись американцеві Ніку Иткин. Срібний призер Олімпійських ігор 2020 року з командної рапіри.